# الطاهر بن عبد السلام اللهيوي
الطاهر بن عبد السلام اللهيوي (1917 – 20 ماي 2013)، مؤلف ومؤرخ ومناضل مغربي، ولد في أفرنو إقليم العرائش.